# Ammeloe
Ammeloe ist ein Kirchdorf von Vreden im westfälischen Westmünsterland (Nordrhein-Westfalen) und hat rund 900 Einwohner.

## Geographie
Das Dorf Ammeloe liegt nahe der niederländischen Grenze, rund sechs Kilometer nordwestlich von Vreden. In der Nähe des Dorfkerns fließt der Huningbach, der westlich von Ammeloe in die Berkel mündet.

## Geschichte
Im Jahre 1369 wurde auf dem Gebiet des heutigen Dorfs Ammeloe eine Kapelle errichtet, um die herum Häuser angesiedelt wurden. Die Häuser bilden einen weitgehend geschlossenen Kreis (plattdeutsch „Kring“). Diese Kringbebauung ist in der Region einmalig und steht unter Denkmalschutz. Die Gründung des Dorfes ging von Äbtissin Adelheid vom Stift Vreden aus. Gleichzeitig mit der Kirche wurde auch ein Friedhof angelegt, der jedoch bis zum Beginn des 20. Jahrhunderts nur für die Bestattung von Kindern bis 10 Jahren genutzt werden durfte, während ältere Verstorbene in Vreden beigesetzt wurden.
Die erste Kapelle von 1369 wurde dem heiligen Alexander geweiht. Sie wurde bereits 1444 durch eine neue Kapelle ersetzt, die nun dem hl. Antonius geweiht war. Diese Kapelle wiederum wich der 1858 errichteten Kirche, die wie ihre Vorgänger im Zentrum des Krings steht. Bereits die erste Kapelle verfügte über einen Turm und die Kapelle von 1444 erhielt eine Glocke, die heute im Hamaland-Museum ausgestellt ist. Für die heutige Kirche wurden 1883 in Gescher zwei Glocken von Petit & Gebr. Edelbrock gegossen.
Weithin bekannt war die Große Prozession in und um Ammeloe. Sie erhielt ihren Namen dadurch, dass sie auch durch die umliegenden Bauernschaften führte. Das stärkte die Verbundenheit zwischen Dorf und Bauernschaften.
Im Laufe der Jahre wurde um den Kring im engeren Sinne eine weitere Bebauungsreihe errichtet. Über diese Grenzen wuchs das Dorf lange nicht hinaus. Erst in der Zeit nach dem Zweiten Weltkrieg wurden in nennenswertem Umfang Neubaugebiete ausgewiesen, wodurch das Dorf deutlich größer wurde.
Westlich des Dorfs, nahe der Berkel, wurde an der Straße von Vreden nach Oldenkott ein kleines Gewerbegebiet errichtet.

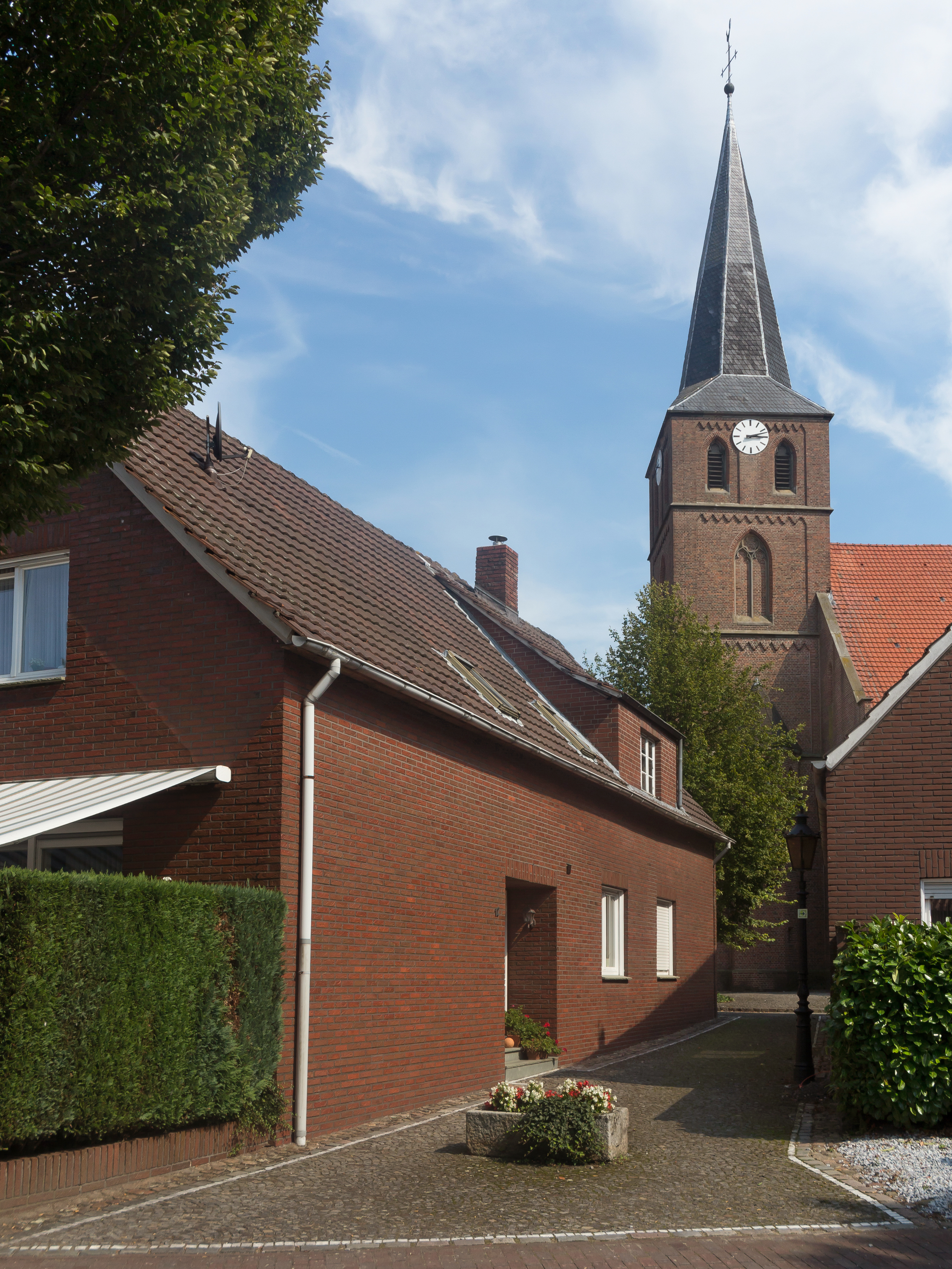
Ammeloe, die katholische Rektoratskirche Sankt Antonius Abt

## Amt Ammeloe
Ammeloe ist das älteste der Vredener Kirchdörfer und wurde im 19. Jahrhundert zum Namensgeber der von Vreden abgetrennten Landgemeinde Ammeloe, die gleichzeitig das Amt Ammeloe bildete und deren Fläche alle Dörfer und Bauerschaften Vredens umfasste. Bis zum 1. April 1931 gehörte hierzu auch die Bauerschaft Hörsteloe, die dann zu Ottenstein (heute Ahaus) eingemeindet wurde.
Das Amt Ammeloe wurde 1934 aufgehoben; Ammeloe war seitdem eine amtsfreie Gemeinde.
Das Rathaus des Amts Ammeloe stand in der Innenstadt von Vreden. Dadurch war es für die meisten Einwohner der Gemeinde besser zu erreichen. Ammeloe wurde daher auch als Kragenamt beziehungsweise Kragengemeinde bezeichnet.
Durch das Gesetz zur Neugliederung von Gemeinden des Landkreises Ahaus wurden die Gemeinde Ammeloe und die Stadt Vreden mit Wirkung vom 1. Juli 1969 zur neuen Stadt Vreden zusammengeschlossen. Die Kommunalreform in Form des Münster/Hamm-Gesetzes von 1975 hatte für Ammeloe und Vreden keine unmittelbaren Auswirkungen mehr. Der (Land-)Kreis Ahaus, dem das Amt Ammeloe während seiner Selbständigkeit angehört hatte, ging jedoch im neuen Kreis Borken auf.

## Kultur und Sehenswürdigkeiten
Im Kring steht das „Heimathaus Noldes“. Hierbei handelt es sich um eine ehemalige Wirtsstube und Bäckerei mit Kaufladen, deren Inventar aus dem frühen 20. Jahrhundert heute noch vorhanden ist. Der Geschäftsbetrieb wurde in den 1970er Jahren aufgeben. Der Heimatverein Ammeloe übernahm das Gebäude Jahre später in weitgehend unverändertem Zustand und nutzt es heute unter anderem für regelmäßige Ausstellungen.
Die Huningsche Wassermühle von 1811 wurde abgebaut, nachdem der Huningbach 1978 im Zuge der Flurbereinigung verlegt wurde und die Mühle ohne Antrieb war. 1998 wurde die Wassermühle im Vredener Stadtpark als Teil des Bauernhaus-Museums wieder errichtet, wo sie heute – gespeist vom Wasser des Stadtgrabens – funktionstüchtig besichtigt werden kann.